# Unterseeboot 385
Le Unterseeboot 385 (ou U-385) est un sous-marin allemand (U-Boot) de type VII.C utilisé par la Kriegsmarine (marine de guerre allemande) pendant la Seconde Guerre mondiale.

## Construction
L'U-385 est un sous-marin océanique de type VII C. Construit dans les chantiers de Howaldtswerke AG à Kiel, la quille du U-385 est posée le 16 août 1941 et il est lancé le 8 juillet 1942. L'U-385 entre en service un mois et demi plus tard.

## Historique
Mis en service le 29 août 1942, l'Unterseeboot 385 effectue son temps d'entraînement initial sous les ordres de l'Oberleutnant zur See Hans-Guido Valentiner à Kiel dans la 5. Unterseebootsflottille jusqu'au 29 février 1944, puis l'U-385 rejoint son unité de combat dans la 6. Unterseebootsflottille à la base sous-marine de Saint-Nazaire.
L'U-385 réalise deux  patrouilles de guerre dans lesquelles il n'a ni endommagé, ni coulé de navire ennemi au cours de ses 68 jours en mer.
En vue de sa première patrouille, l'U-385 quitte le port de Kiel sous les ordres de l'Oberleutnant zur See Hans-Guido Valentiner le 21 mars 1944 pour rejoindre trois jours plus tard, le port de Marviken en Suède le 23 mars 1944.
Pour sa première patrouille, il appareille de Marviken le 4 avril 1944. Après 62 jours en mer, il arrive le 4 juin 1944 à la base sous-marine de Saint-Nazaire.
Le 1er juillet 1944, l'Oberleutnant zur See Hans-Guido Valentiner est promu au grade de Kapitänleutnant.
Pour sa deuxième patrouille, il appareille de la base de Saint-Nazaire le 9 août 1944. Après trois jours en mer, l'U-385 est coulé le 11 août 1944 dans le golfe de Gascogne à l'ouest de La Rochelle à la position géographique de 46° 16′ N, 2° 45′ O par des charges de profondeur lancées du sloop britannique HMS Starling ainsi que par un hydravion Short S.25 Sunderland australien (RAAF Squadron 461/P). 
L'un des 43 membres d'équipage meurt dans cette attaque, il y a 42 survivants.

## Affectations successives
- 5. Unterseebootsflottille à Kiel du 29 août 1942 au 29 février 1944 (entrainement)
- 6. Unterseebootsflottille à Saint-Nazaire du 1er mars au 11 août 1944 (service actif)

## Commandement
- Oberleutnant zur See, puis Kapitänleutnant Hans-Guido Valentiner du 29 août 1942 à 11 août 1944

## Patrouilles
|       | Commandant                   | Départ       | Départ        | Arrivée      | Arrivée       | Jours    | Succès |
| ----- | ---------------------------- | ------------ | ------------- | ------------ | ------------- | -------- | ------ |
|       | Oblt. Hans-Guido Valentiner  | 21 mars 1944 | Kiel          | 23 mars 1944 | Marviken      | 3 jours  |        |
| 1     | Oblt. Hans-Guido Valentiner  | 4 avril 1944 | Marviken      | 4 juin 1944  | Saint-Nazaire | 62 jours |        |
| 2     | Kptlt. Hans-Guido Valentiner | 9 août 1944  | Saint-Nazaire | 11 août 1944 | Coulé         | 3 jours  |        |
| Total | Total                        | Total        | Total         | Total        | Total         | 68 jours | 0 t    |

Note : Oblt. = Oberleutnant zur See - Kptlt. = Kapitänleutnant 

### Opérations Wolfpack
L'U-385 a opéré avec les Wolfpacks (meute de loups) durant sa carrière opérationnelle.
1. Falke (28 décembre 1942 - 19 janvier 1943)
2. Landsknecht (19 janvier 1943 - 26 janvier 1943)
3. Stürmer (11 mars 1943 - 19 mars 1943)

## Navires coulés
L'Unterseeboot 385 n'a ni endommagé, ni coulé de navire ennemi au cours des deux patrouilles (65 jours en mer) qu'il effectua.

### Source et bibliographie
- (en) Cet article est partiellement ou en totalité issu de l’article de Wikipédia en anglais intitulé « German submarine U-385 » (voir la liste des auteurs).
- Chris Bishop, historien militaire (trad. de l'anglais par Christian Muguet), Les sous-marins de la Kriegsmarine : 1939-1945 : le guide d'identification des sous-marins [« The spellmount submarine identification guide : Kriegsmarine U-boats 1939-1945 »], Paris, Éd. de Lodi, 2008, 192 p. (ISBN 978-2-84690-327-1, OCLC 470721805, BNF 41298980)